# ГЭС Банкерон
ГЭС Банкерон (фр. Bancairon) — гидроэлектростанция на юго-востоке Франции. Расположена между ГЭС Валабрес и ГЭС Courbaisse-Egleros, составляет верхнюю ступень в каскаде на реке Тине.
Ресурс для работы ГЭС поступает от расположенной выше по долине станции Валабрес, дополняясь по дороге с водозабора на Вионейне (правый приток Тине).
Машинный зал, первоначально оборудованный в 1929 году пятью турбинами типа Пелтон, переоснастили в 1954-м году двумя турбинами типа Фрэнсис общей мощностью 52 МВт, которые при напоре в 315 метров обеспечивают производство 250 млн кВт-год электроэнергии в год.
Отработанная вода направляется в нижний балансирующий резервуар, откуда, пополненная из водозабора на Тине, направляется на ГЭС Courbaisse-Egleros.